# LZ 127 Graf Zeppelin
O Graf Zeppelin (LZ 127) foi um dirigível fabricado pela empresa Luftschiffbau-Zeppelin GmbH, na Alemanha.

## História

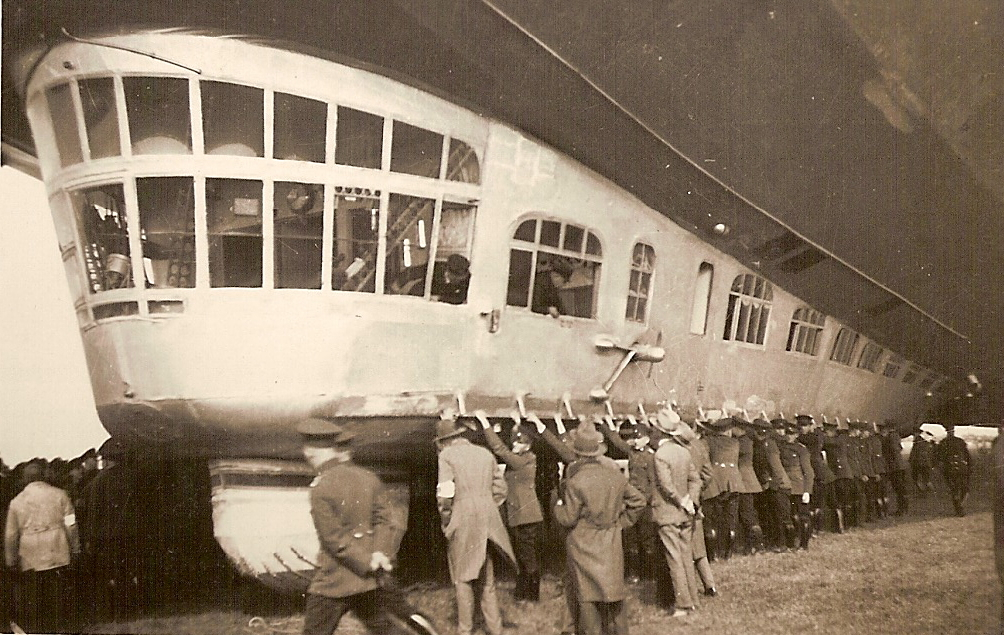
LZ 127 Graf Zeppelin

O primeiro voo aconteceu em 1928, ligando Frankfurt a Nova York, e durou 112 horas.
Em 29 de agosto de 1929, comandado por Hugo Eckener, completou o primeiro voo em redor do mundo ao aterrissar em Lakehurst, Nova Jersey, nos Estados Unidos.
Essa epopeia ao redor do mundo durou 21 dias, iniciada em 8 de agosto, durante os quais percorreu 34 600 km. Saiu da Estação Aeronaval de Lakehurst, estado de Nova Jersey, nos EUA, atravessando o Oceano Atlântico e fazendo sua primeira escala em Friedrichshafen, na Alemanha, depois cruzou a Europa, sobrevoou os Montes Urais e atravessou a Sibéria até alcançar Tóquio, onde fez escala. Posteriormente cruzou o Oceano Pacífico rumo ao Estados Unidos e, em 26 de agosto, depois de 79 horas e 22 minutos de navegação, aterrissou em Los Angeles, Califórnia. Finalmente, em 29 de agosto, retornou a Estação Aeronaval de Lakehurst, seu ponto de partida.
Apesar desse primeiro voo (partida e chegada) ter sido nos Estados Unidos, todos os outros, fizeram rota periodicamente no Brasil, a ponto de na década de 1930 o Graf Zeppelin chegar a ser parte integrante da paisagem carioca.

## No Brasil

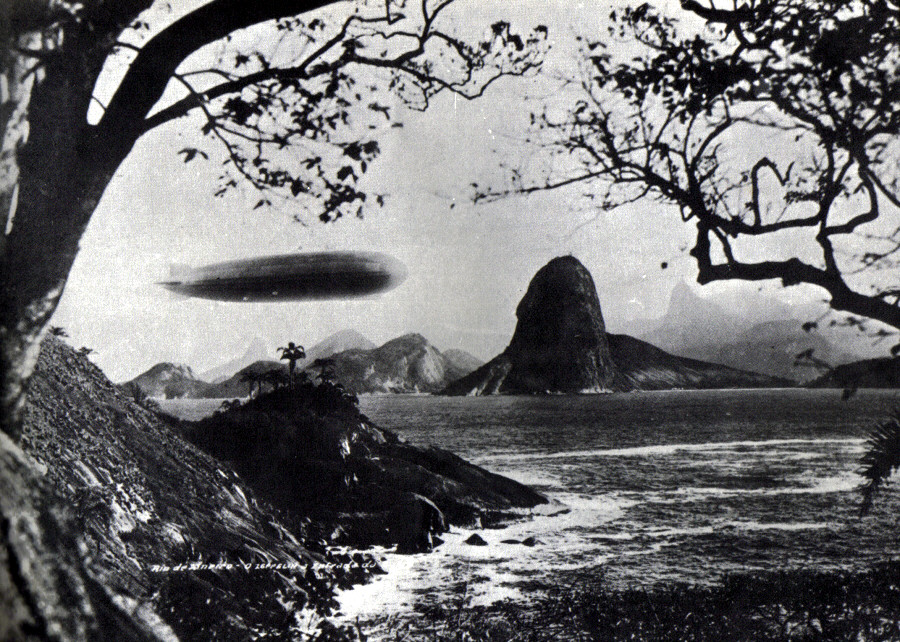
Graf Zeppelin sobrevoando a Baía de Guanabara, 25 de maio de 1930

Em seu voo inaugural na rota para da Alemanha para a América do Sul, o "Graf Zeppelin" chegou primeiro ao Recife, atracando no Campo do Jiquiá em 22 de maio de 1930. Em terra, mais de 15 mil pessoas foram assistir ao evento. Para recepcionar a aeronave, passageiros e tripulantes, ao local estiveram presentes o próprio governador do estado de Pernambuco, Estácio Coimbra e o sociólogo Gilberto Freyre. No comando da aeronave estava o Professor Hugo Eckener. Depois dessa escala em Pernambuco, o dirigível partiu para a cidade do Rio de Janeiro, onde chegou em 25 de maio. O primeiro brasileiro a fazer este percurso, da Europa para o Brasil, foi o engenheiro Vicente Licínio Cardoso. Era a primeira viagem de uma longa carreira de voos, tão regulares que, à época, se afirmava que era possível acertar o relógio por eles. Nas viagens ao Brasil, somente na cidade do Recife e do Rio de Janeiro, o LZ-127 fazia paradas, reabastecimento e embarque e desembarque de passageiros e cargas.
O LZ 127 Graf Zeppelin, no período que viajou ao Brasil, sobrevoou vários estados e cidades, como em 1º de julho de 1934, quando passou pelas cidades de Joinville, na época com pouco mais de 40 mil habitantes e São Francisco do Sul, ambas no estado de Santa Catarina, e foi sobrevoada uma segunda vez em 1936, só que pelo LZ-129 Hindenburg.
Ele foi uma única vez para Buenos Aires, no final de junho de 1934. Nesta viagem experimental, sobrevoou por cidades como Porto Alegre, Pelotas e Paranaguá.
Foi na cidade do Rio de Janeiro, então Capital Federal, que a companhia alemã Luftschiffbau Zeppelin GmbH construiu um dos três hangares exclusivos da linha, sendo dois na Alemanha e um terceiro no Brasil, esse inteiramente subsidiado pelo governo brasileiro. Projetado e montado com peças vindas diretamente da Alemanha, ele foi utilizado apenas nove vezes - quatro pelo LZ-127 Graf Zeppelin e cinco pelo famoso LZ-129 Hindenburg, e que explodiu em 1937, nos Estados Unidos.

## Especificações
Tinha 213 m de comprimento, 5 motores, transportava 24 passageiros e cerca de 45 tripulantes e um volume de 105 000 m³, sendo o maior dirigível da história até a data de sua construção em 1928. Sua estrutura era baseada numa carcaça de alumínio, revestida por uma tela recoberta por lona de algodão, pintada com tinta prata, para refratar o calor. Dentro dela, existiam 60 pequenos balões inflados com gás hidrogênio, juntamente com os seus 5 motores Maybach, com 12 cilindros, desenvolvendo até 550 HP (máximo) cada, alimentados com um combustível leve, o Blau Gas e gasolina, que o mantinham no ar, a uma velocidade de até 128 km por hora. Tinha capacidade de carga para até 62 toneladas.
Quem observava de fora a silhueta elegante e inconfundível do Graf Zeppelin, não imaginava o conforto que a gôndola proporcionava para os passageiros. Possuía banheiros, sala de jantar e estar, cozinha, e salas de rádio e navegação. O Graf Zeppelin, contava ainda com 10 camarotes, com dois beliches cada um, que confirmavam a fama de "hotel voador". A passagem, na época, custava 6 590 réis. Não era permitido fumar a bordo durante toda a viagem. Era verificado no embarque se nenhum passageiro portava isqueiros ou fósforos. Somente no advento do LZ-129, com instalações maiores e adequadas foi permitido, de forma muito controlada, fumar em local específico para tal nesse tipo de aeronave.

## Desmanche
Nenhum acidente foi registrado com o LZ 127 Graf Zeppelin em cerca de uma década de operação. Após a tragédia com o LZ 129 Hindenburg em maio de 1937, ele não mais realizou voos, sendo retirado de operação, até que foi desmanchado em 1940, juntamente com o LZ 130 Graf Zeppelin II e suas estruturas de alumínio foram utilizadas para a confecção de material bélico na Segunda Guerra Mundial.